# Rinaldo di Jülich-Geldern
Rinaldo di Jülich-Geldern in francese: Renaud IV de Gueldre (1365 – 25 giugno 1423) fu Duca di Gheldria e Duca di Jülich, dal 1402 alla sua morte.

## Origine
Rinaldo, secondo il Rerum Belgicarum Annales Chronici Et Historici, era il figlio secondogenito del Duca di Jülich, Guglielmo II e della duchessa di Gheldria e Contessa di Zutphen, Maria di Gheldria, che, secondo il Kronijk van Arent toe Bocop, era la figlia quartogenita del Duca di Gheldria e conte di Zutphen, Rinaldo II e della sua prima moglie, Sophia Berthout, erede della signoria di Malines, figlia del signore di Malines, Fiorenzo Berthout e di Matilde di Marck, e nipote del vescovo di Utrecht (1296-1301), Guglielmo Berthout.

Guglielmo II di Jülich, secondo il documento n° 306 del Urkundenbuch für die Geschichte des Niederrheins, Volume 3, era il figlio secondogenito del Duca di Jülich, Guglielmo I e della moglie, Giovanna di Hainaut, figlia del Conte di Hainaut e conte d'Olanda e di Zelanda, Guglielmo e di Giovanna di Valois, la figlia terzogenita di Carlo di Valois e di Margherita d'Angiò, e come ci ricorda la Chronologia Johannes de Beke, era sorella del futuro re di Francia (1328) Filippo VI.

## Biografia
Suo zio, il duca di Gheldria e Conte di Zutphen, Edoardo morì il 24 agosto 1371, combattendo al fianco di suo padre, Guglielmo II, contro Venceslao I di Lussemburgo, che aveva attaccato il ducato di Jülich, ma fu sonoramente sconfitto a Baesweiler, dove perse parte del suo esercito e parecchi nobili persero la vita e Venceslao stesso fu fatto prigioniero. Allora, l'altro zio, Rinaldo III, che era stato imprigionato da Edoardo, fu liberato e fu riconosciuto nuovamente duca di Gheldria.
Rinaldo III resse il ducato per poco più di tre mesi, morì il 4 dicembre di quello stesso anno. Siccome, né Rinaldo, né Edoardo avevano lasciato eredi, il ducato andò alle sorellastre; siccome la primogenite, Margherita, era morta a Rinaldo succedette la secondogenita, Matilde, zia di Guglielmo, che fu contestata dalla sorella, sua madre, Maria; la contestazione portò alla Prima guerra di successione gheldriana; infatti i suoi genitori, Guglielmo e Maria, con l'appoggio di una parte della popolazione, pretendevano il ducato a nome di suo fratello, Guglielmo, che allora aveva circa 7 anni; le due fazioni, degli Hekers, che sosteneva sua zia, Matilde, e dei Bronchoerit, che sosteneva sua madre, Maria, si scontrarono in armi e la guerra durò circa otto anni, e sua madre, con l'appoggio del Re di Boemia ed Imperatore del Sacro Romano Impero Carlo IV, ebbe la meglio, e, nel 1379, dopo un'ultima sconfitta, sua zia, Matilde ed il marito, Giovanni II di Blois-Châtillon, Conte di Blois di Dunois e di Soissons e Signore d'Avesnes, rinunciano definitivamente al ducato di Gheldria.

Sua madre, Maria, divenuta duchessa di Gheldria, nel 1380, cedette il ducato a Guglielmo I, ormai maggiorenne, che era già stato riconosciuto duca dall'Imperatori del Sacro Romano Impero, Carlo IV di Lussemburgo.
Nel 1393, alla morte di suo padre, Guglielmo II, suo fratello, Guglielmo gli succedette, nel Ducato di Jülich, come Guglielmo III.
Suo fratello, Guglielmo, morì nel 1402, senza eredi legittimi, per cui Rinaldo gli succedette, come ci viene confermato dalla Chronique normande de Pierre Cochon.
Rinaldo, nel 1406 si alleò con suo cognato, Giovanni, il signore di Arkel; si alleò anche con Guglielmo II di Baviera-Straubing, anche Conte d'Olanda e Hainaut per impedire al successore di Antonio di Borgogna nel Ducato di Brabante, che fallì e portò alla rottura dell'alleanza; dopo una tregua, nel 1411, si riaprì il contenzioso con Guglielmo II di Baviera-Straubing, e, nel 1413, si rappacificarono.
Rinaldo morì nel 1423 e fu tumulato nel monastero di Monnikenhuizen, nei pressi di Arnhem.
Dopo la sua morte senza eredi legittimi, nel Ducato di Jülich, gli succedette un membro della famiglia Jülich Adolfo (figlio di Guglielmo II di Berg, figlio di Gerardo di Berg, fratello di Guglielmo II di Jülich), mentre, nel Ducato di Gheldria, gli succedette Arnoldo di Egmond, nipote della figlia di Guglielmo II di Jülich e di Maria di Gheldria, Giovanna, e del di lei marito, Giovanni signore di Arkel; la loro figlia, Maria di Arkel, ed il marito, Giovanni II di Egmond, erano i genitori di Arnoldo.

## Matrimonio e discendenza
Secondo la Chronique normande de Pierre Cochon, Rinaldo aveva sposato Maria d’Harcourt che, secondo la Histoire généalogique de la maison de Harcourt. Tome 3, era figlia del conte d'Harcourt e di Aumale, visconte di Saint-Sauveur e di Châtellerault, Signore d'Elbeuf, di Lillebonne, di Brionne, d'Aarschot e di La Saussaye, Giovanni VI d'Harcourt e di Caterina di Borbone; Maria dopo essere rimasta vedova, si sposò, in seconde nozze, nel 1426 (dispensa papale rilasciata l'8 novembre 1426), con l'erede dei ducati di Jülich e di Berg, Roberto di Berg, figlio di Adolfo, Duca di Jülich-Berg. Maria morì dopo il 1427.
Rinaldo da Maria non ebbe figli.
Rinaldo da una o più amanti di cui non si conoscono né i nomi né gli ascendenti, ebbe 4 figli illegittimi.

## Ascendenza
|                                    |                                |                                       | Genitori                                   |  |  | Nonni |  |  | Bisnonni                    |  |  | Trisnonni                     |  |
|                                    |                                |                                       |                                            |  |  |       |  |  | Gerardo VI, conte di Jülich |  |  | Guglielmo IV, conte di Jülich |  |
|                                    |                                |                                       |                                            |  |  |       |  |  | Gerardo VI, conte di Jülich |  |  | Guglielmo IV, conte di Jülich |  |
|                                    |                                | Riccarda di Gheldria                  |                                            |  |  |       |  |  | Gerardo VI, conte di Jülich |  |  |                               |  |
| Guglielmo I, duca di Jülich        |                                |                                       |                                            |  |  |       |  |  | Gerardo VI, conte di Jülich |  |  |                               |  |
|                                    |                                | Elisabetta di Brabante                | Goffredo di Brabante, signore d'Aerschot   |  |  |       |  |  |                             |  |  |                               |  |
|                                    |                                | Elisabetta di Brabante                | Goffredo di Brabante, signore d'Aerschot   |  |  |       |  |  |                             |  |  |                               |  |
|                                    |                                | Elisabetta di Brabante                | Giovanna, signora di Vierzon e Maizières   |  |  |       |  |  |                             |  |  |                               |  |
| Guglielmo II, duca di Jülich       |                                | Elisabetta di Brabante                |                                            |  |  |       |  |  |                             |  |  |                               |  |
|                                    |                                | Guglielmo I, conte di Hainaut         | Giovanni I, conte di Hainaut               |  |  |       |  |  |                             |  |  |                               |  |
|                                    |                                | Guglielmo I, conte di Hainaut         | Giovanni I, conte di Hainaut               |  |  |       |  |  |                             |  |  |                               |  |
|                                    |                                | Guglielmo I, conte di Hainaut         | Filippa di Lussemburgo                     |  |  |       |  |  |                             |  |  |                               |  |
| Giovanna di Hainaut                |                                | Guglielmo I, conte di Hainaut         |                                            |  |  |       |  |  |                             |  |  |                               |  |
|                                    |                                | Giovanna di Valois                    | Carlo, conte di Valois                     |  |  |       |  |  |                             |  |  |                               |  |
|                                    |                                | Giovanna di Valois                    | Carlo, conte di Valois                     |  |  |       |  |  |                             |  |  |                               |  |
|                                    |                                | Giovanna di Valois                    | Margherita, contessa d'Angiò               |  |  |       |  |  |                             |  |  |                               |  |
| Rinaldo, duca di Jülich e Gheldria |                                | Giovanna di Valois                    |                                            |  |  |       |  |  |                             |  |  |                               |  |
|                                    | Reginaldo I, conte di Gheldria | Ottone II, conte di Gheldria          |                                            |  |  |       |  |  |                             |  |  |                               |  |
|                                    | Reginaldo I, conte di Gheldria | Ottone II, conte di Gheldria          |                                            |  |  |       |  |  |                             |  |  |                               |  |
|                                    | Reginaldo I, conte di Gheldria | Filippa di Dammartin                  |                                            |  |  |       |  |  |                             |  |  |                               |  |
| Rinaldo II, duca di Gheldria       | Reginaldo I, conte di Gheldria |                                       |                                            |  |  |       |  |  |                             |  |  |                               |  |
|                                    |                                | Margherita di Fiandra                 | Guido di Dampierre, conte di Fiandra       |  |  |       |  |  |                             |  |  |                               |  |
|                                    |                                | Margherita di Fiandra                 | Guido di Dampierre, conte di Fiandra       |  |  |       |  |  |                             |  |  |                               |  |
|                                    |                                | Margherita di Fiandra                 | Isabella di Lussemburgo, marchesa di Namur |  |  |       |  |  |                             |  |  |                               |  |
| Maria, duchessa di Gheldria        |                                | Margherita di Fiandra                 |                                            |  |  |       |  |  |                             |  |  |                               |  |
|                                    |                                | Fiorenzo Berthout, signore di Malines | Gualtiero VI Berthout, signore di Malines  |  |  |       |  |  |                             |  |  |                               |  |
|                                    |                                | Fiorenzo Berthout, signore di Malines | Gualtiero VI Berthout, signore di Malines  |  |  |       |  |  |                             |  |  |                               |  |
|                                    |                                | Fiorenzo Berthout, signore di Malines | Maria d'Alvernia                           |  |  |       |  |  |                             |  |  |                               |  |
| Sofia Berthout, signora di Malines |                                | Fiorenzo Berthout, signore di Malines |                                            |  |  |       |  |  |                             |  |  |                               |  |
|                                    |                                | Matilde di Mark                       | Engelberto I, conte di Mark                |  |  |       |  |  |                             |  |  |                               |  |
|                                    |                                | Matilde di Mark                       | Engelberto I, conte di Mark                |  |  |       |  |  |                             |  |  |                               |  |
|                                    |                                | Matilde di Mark                       | Elisabetta di Valkenburg                   |  |  |       |  |  |                             |  |  |                               |  |
|                                    |                                | Matilde di Mark                       |                                            |  |  |       |  |  |                             |  |  |                               |  |

### Fonti primarie
- (LA)  %2BZ169785307 Rerum Belgicarum Annales Chronici Et Historici.
- (NL)  Kronijk van Arent toe Bocop.
- (LA)  (FR)  Niederrheins Urkundenbuch, Band III.
- (LA)  Monumenta Germaniae Historica, Scriptores nova series, tomus VI.

### Letteratura storiografica
- (FR)  Trophées tant sacrés que profanes du duché de Brabant.
- (FR)  Histoire généalogique de la maison de Harcourt. Tome 3.
- (FR)  Chronique normande de Pierre Cochon.
- (FR)  Histoire de la maison de Chastillon-sur-Marne.